# Speed – The Ride
Speed – The Ride im Nascar Café (Winchester, Nevada, USA) war eine Shuttle-Stahlachterbahn vom Modell LIM Shuttle Loop Coaster des Herstellers Premier Rides. Sie wurde am 28. April 2000 als Teil des NASCAR Cafés im Sahara Hotel and Casino eröffnet und ist seit Schließung des Hotels im Mai 2011 außer Betrieb. 2013 sollte die Bahn im London, Las Vegas wieder eröffnet werden, was allerdings nicht geschehen ist. Seit 2012 ist die Bahn dort eingelagert.
Sie zählte zur Kategorie der Shuttle Coaster, das heißt, die Bahn besaß keinen geschlossenen Streckenkreislauf. Der Zug wurde aus der Station heraus mittels LIM binnen 2 Sekunden von 0 auf 72,4 km/h beschleunigt. Des Weiteren beinhaltete die Strecke einen Tunnel sowie einen Looping. Außerdem gab es noch eine zweite Beschleunigungsstrecke auf LIM-Basis, die den Zug innerhalb von 2 Sekunden von 56,3 km/h auf 112,7 km/h beschleunigte. Am Ende der Strecke befand sich ein 68,3 Meter hoher, 90° steiler Turm. Ein Teil der Strecke befand sich im Inneren des Casinos.

## Zug
Speed – The Ride besaß einen Zug mit sechs Wagen. In jedem Wagen konnten vier Personen (zwei Reihen à zwei Personen) Platz nehmen. Die Fahrgäste mussten mindestens 1,37 m groß sein, um mitfahren zu dürfen. Als Rückhaltesystem kamen Schulterbügel zum Einsatz.